# FM25時
FM25時（エフエムにじゅうごじ）は、1972年10月2日から1988年3月31日まで、エフエム東京で放送されていたラジオ番組。

## 概要
- 月曜日以外の番組は放送局によって差し替えられていた。（例:エフエム大阪・中島らもの月光通信など）
- JFNのBラインはFMナイトストリートを放送。

## 放送された番組

### 月曜日
- 音楽の旅路（1972年10月2日 - 1974年4月1日、山崎士郎）
- ラジオ文庫 野性時代（1974年4月8日）
- きまぐれ飛行船〜野性時代〜（1974年4月15日- 1986年9月29日、片岡義男、安田南、温水ゆかり）

### 火曜日
- Soundy Sounds
- ジャズ&ポップス
- アスペクト・イン・ジャズ（1973年5月1日～1977年、油井正一）現在はミュージックバードで再放送されている。
- アスペクト・イン・クロスオーバー（安藤和正、幸田シャーミン、中川昌子）
- FMフレッシュ・ウェーブ
- 真夜中のサウンド・レター

### 水曜日
- チャオ!パルコ夢のディスコティック
- ラブ・ファンタジア
- ミッドナイト・マガジン・水曜日
- 星加ルミ子のポップスジェネレーション
- ロック・オン

### 木曜日
- ミツトヨ・ミュージック・トゥデイ（矢口清治）

### 金曜日
- 夜のペントハウス
- PENTAX ミュージック・マインド

### 土曜日
- ワールド・ファンタジー

## ネット局
- エフエム東京
- エフエム北海道[1][2][3][4][5][6]
- エフエム仙台
- 静岡エフエム放送
- エフエム愛知
- エフエム大阪
- 広島エフエム放送
- エフエム福岡[7]
- 極東放送→エフエム沖縄
  - 極東放送時代は24時-26時の一週遅れの放送[8]。このため、FM局とは違い全曜日ノンスポンサーだったため、タイトル通りの「FM25時」を名乗ることは出来なかったが、FM沖縄に移行してからは本来の25時からの放送となり、ようやく「FM25時」を名乗ることが出来た。